# Айдевілл (Індіана)
Айдевілл (англ. Idaville) — переписна місцевість (CDP) в США, в окрузі Вайт штату Індіана. Населення — 440 осіб (2020).

## Географія
Айдевілл розташований за координатами 40°45′32″ пн. ш. 86°39′2″ зх. д. / 40.75889° пн. ш. 86.65056° зх. д. (40.758765, -86.650563).  За даними Бюро перепису населення США в 2010 році переписна місцевість мала площу 15,11 км², уся площа — суходіл.

## Демографія
Згідно з переписом 2010 року, у переписній місцевості мешкала 461 особа в 180 домогосподарствах у складі 125 родин. Густота населення становила 31 особа/км².  Було 198 помешкань (13/км²).
Расовий склад населення:
| - 98,7 % — білих - 0,2 % — чорних або афроамериканців |

До двох чи більше рас належало 1,1 %. Частка іспаномовних становила 4,8 % від усіх жителів.
За віковим діапазоном населення розподілялося таким чином: 23,9 % — особи молодші 18 років, 60,7 % — особи у віці 18—64 років, 15,4 % — особи у віці 65 років та старші. Медіана віку мешканця становила 40,6 року. На 100 осіб жіночої статі у переписній місцевості припадало 97,0 чоловіків;  на 100 жінок у віці від 18 років та старших — 100,6 чоловіків також старших 18 років.
Середній дохід на одне домашнє господарство  становив 56 182 долари США (медіана — 56 071), а середній дохід на одну сім'ю — 53 299 доларів (медіана — 49 063). Медіана доходів становила 34 792 долари для чоловіків та 27 938 доларів для жінок. За межею бідності перебувало 5,5 % осіб, у тому числі 6,6 % дітей у віці до 18 років та 0,0 % осіб у віці 65 років та старших.
Цивільне працевлаштоване населення становило 255 осіб. Основні галузі зайнятості: будівництво — 23,9 %, роздрібна торгівля — 22,7 %, транспорт — 20,8 %.